# (32606) 2001 QY217
2001 QY217 (asteroide 32606) é um asteroide da cintura principal. Possui uma excentricidade de 0.03982930 e uma inclinação de 1.64363º.
Este asteroide foi descoberto no dia 23 de agosto de 2001 por LONEOS em Anderson Mesa.